# Laasi
Laasi este o arie protejată (arie specială de conservare — SAC, sit de importanță comunitară — SCI) din Estonia întinsă pe o suprafață de 8,8 ha, integral pe uscat.

## Localizare
Centrul sitului Laasi este situat la coordonatele 58°18′59″N 22°15′45″E / 58.3164°N 22.2624°E.

## Înființare
Situl Laasi a fost declarat sit de importanță comunitară în ianuarie 2011 pentru a proteja . Situl a fost protejat și ca arie specială de conservare în decembrie 2010.

## Biodiversitate
Situată în ecoregiunea boreală, aria protejată conține 2 habitate naturale: Alvar nordic și șisturi calcaroase precambriene, Pășuni din zone de pădure fino-scandinave.
La baza desemnării sitului se află un număr nedeclarat de specii protejate: